# Estrada Parque Aeroporto (DF-047)
A Estrada Parque Aeroporto (EPAR), ou DF-047, é uma rodovia radial do Distrito Federal, no Brasil. Conta com 4,5 km de extensão e serve como ligação do Aeroporto Internacional de Brasília com outras regiões do Distrito Federal.